# چزاره پولاکو
چزاره پولاکو (ایتالیایی: Cesare Polacco؛ ‏ ۱۴ مهٔ ۱۹۰۰ – ۲ مارس ۱۹۸۶) یک بازیگر و صداپیشه اهل ایتالیا بود. 
از فیلم‌هایی که وی در آن نقش داشته است، می‌توان به عقاب سیاه، زن زناکار و مانون لسکو اشاره کرد.